# Txema Guijarro
José María Guijarro García (Madrid, 15 de abril de 1975), conocido como Txema Guijarro, es un economista y político español, diputado en el Congreso de los Diputados por Alicante desde 2016. Es uno de los cuatro coordinadores de Sumar, siendo también su secretario institucional y el secretario general de su grupo parlamentario en el Congreso.
Es licenciado en economía por la Universidad Autónoma de Madrid, donde estuvo ligado al movimiento estudiantil participando activamente en la Asociación de Estudiantes de Económicas. Especialista en sociología del consumo y búsqueda de mercados por la Universidad Complutense de Madrid. Ha sido asesor del departamento de investigación de mercados de Telefónica.
Miembro de la Fundación Centro de Estudios Políticos y Sociales, durante ocho años colaboró con el gobierno de Rafael Correa de Ecuador primero como asesor y luego como subsecretario (viceministro) del Ministerio de Exteriores para las regiones de África, Asia y Oceanía. Y desde 2008 ha sido analista de opinión pública a través de sondeos del presidente del Paraguay, Fernando Lugo; del presidente de El Salvador, Mauricio Funes; el ministro de Venezuela, Jesse Chacón Escamillo; y el candidato de la izquierda chilena Marco Enríquez-Ominami.
Integrado en la candidatura Compromís-Podemos-És el Moment, fue elegido diputado por la circunscripción de Valencia a las elecciones generales españolas de 2015 y por la de Alicante en las de  2016.
Desde febrero de 2017 ejerció como secretario general del Grupo Parlamentario Confederal de Unidos Podemos, en sustitución de Carolina Bescansa.
Desde agosto de 2023 es Secretario general del Grupo Parlamentario Plurinacional de Sumar en el Congreso

### Solicitud de asilo de Julian Assange
Trabajó para el Ministerio de Relaciones Exteriores de la República de Ecuador (de 2010 a 2015) siendo su titular Ricardo Patiño, periodo en el cual participó en la solicitud de asilo del fundador de Wikileaks, Julian Assange en la Embajada de Ecuador en Londres en junio de 2012. Previamente, Guijarro había gestionado la publicación de todos los cables referidos al Ecuador, provenientes de los más de 250 000 cables diplomáticos del Departamento de Estado norteamericano revelados por Wikileaks en 2010.
El 19 de junio de 2012, Julian Assange se refugió en la embajada de la República del Ecuador en Londres y solicitó asilo político. En agosto del mismo año, el Gobierno ecuatoriano le concedió el estatus de asilo diplomático. A los pocos meses de la concesión de asilo a Assange, la Secretaría de Inteligencia de Ecuador (Senain) puso en marcha la Operación Hotel para custodiar a Assange, a través de vídeo y audio, protocolos de seguridad extrema y otros parámetros de vigilancia.
En una entrevista emitida en Ecuador TV, Guijarro desvela sus múltiples reuniones con el ideólogo de WikiLeaks y hace referencia al nivel de proximidad que llegaron a alcanzar cuando descubrió el «rosto verdaderamente humano» de Julian Assange, «con el que uno no puede más que empatizar en una situación tan complicada», según explica.

### Solicitud de asilo de Edward Snowden
Asimismo, medió en la solicitud de asilo a Ecuador del exanalista de la CIA y de la Agencia Nacional de Seguridad (NSA) de Estados Unidos, Edward Snowden. Guijarro figura entre los cuadros del gobierno ecuatoriano que efectuaron las gestiones diplomáticas para intentar ayudar a Snowden. Entre ellos, también se hallan el cónsul Fidel Narváez y el canciller Ricardo Patiño.